# Mas de la Creu (Masdenverge)
El Mas de la Creu és un mas situat al municipi de Masdenverge a la comarca catalana del Montsià.